# Осада Мосула (1743)
Осада Мосула — осада принадлежавшего туркам города Мосула в Северной Месопотамии войсками Надир-шаха во время Турецко-персидской войны (1743—1746).

## Осада
Персидские осадные технологии был значительно улучшены и дополнены со времён ранних кампаний Надир-шаха против Сефевидов: ко времени осады Мосула персидская армия имела на вооружении сотни тяжёлых орудий и мортир. Однако болезнь Надир-шаха и нетерпеливость его полководцев в проведении осадных работ привели к неподготовленному штурму городских укреплений силами 40 000 персидских солдат, попытавшихся взобраться на городские стены с помощью лестниц. Атака была отбита с большими потерями. Надир-шах послал делегацию в город, и начальник гарнизона тепло принял послов, согласившись донести требования персов до Стамбула и передав шаху дары. Стамбул в ответ уполномочил командира гарнизона Ахмед-пашу вести переговоры о мире.
Персидская армия отступила от Мосула, хотя осада Басры на юге продолжалась. Был заключён мирный договор между обеими сторонами, однако турецкий султан в итоге дезавуировал его положения, что привело к возобновлению боевых действий и битве при Карсе (1745).